# 130e session du Comité international olympique
La 130e session du Comité international olympique est une réunion du Comité international olympique (CIO) qui se tient à Lausanne, en Suisse, du 11 au 12 juillet 2017.
À l'origine prévue comme étant une séance d'information offerte aux villes candidates à l'organisation des Jeux olympiques d'été de 2024 (Paris et Los Angeles) leur permettant de présenter leur projet aux membres du CIO, la décision d'attribuer et les Jeux de 2024, et ceux de 2028, doit être votée selon la Charte olympique lors d'une session du Comité. La 130e session est donc une session extraordinaire permettant d'acter définitivement la question de la double attribution.